# Ischnocampa barbata
Ischnocampa barbata är en fjärilsart som beskrevs av Druce 1905. Ischnocampa barbata ingår i släktet Ischnocampa och familjen björnspinnare. Inga underarter finns listade i Catalogue of Life.